# Bollington

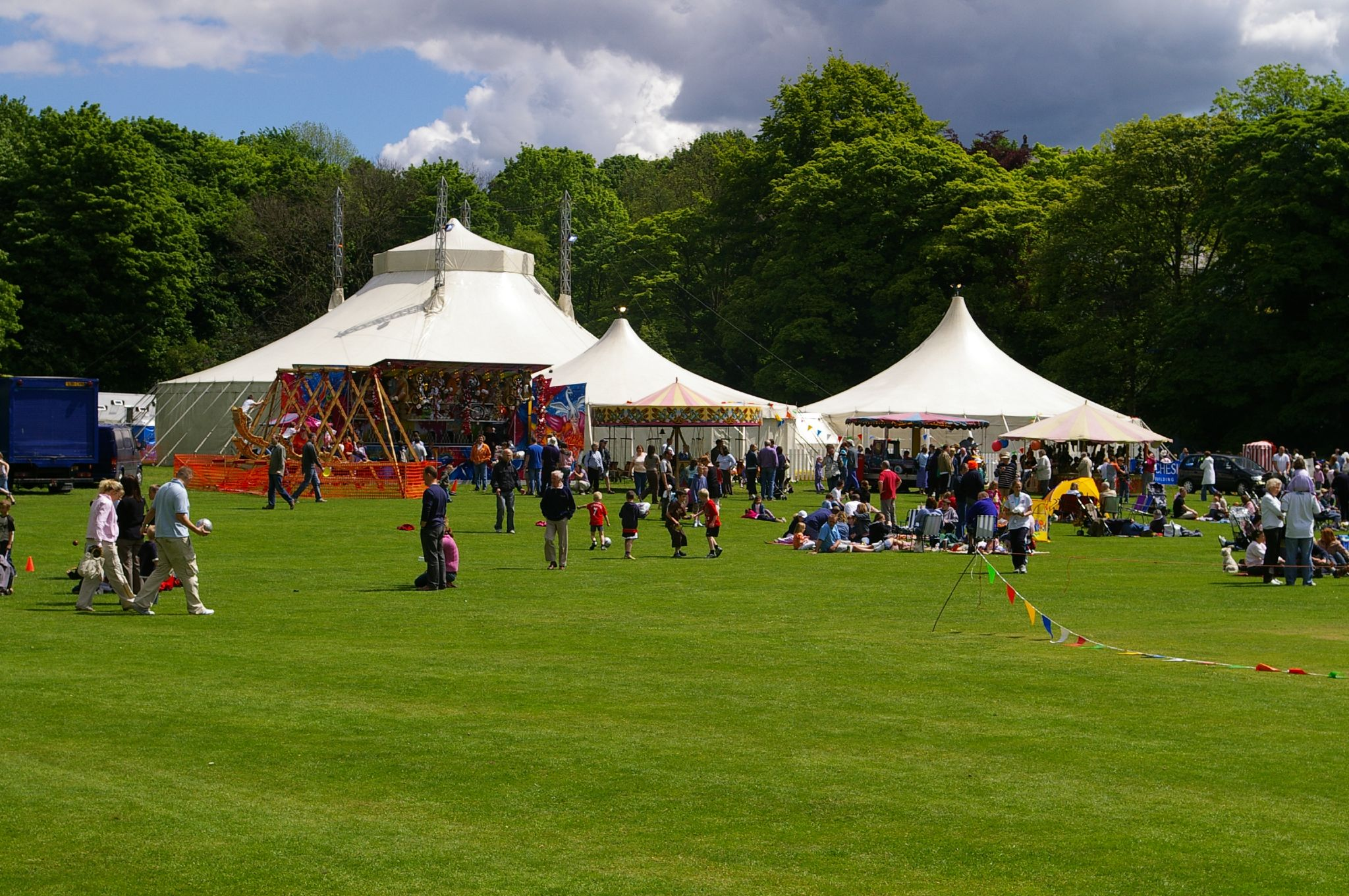
Bollington Festival 2005

Bollington – miasto w Wielkiej Brytanii, w Anglii, w regionie North West England, w hrabstwie Cheshire. W 2001 r. miasto to zamieszkiwało 7095 osób.
Bollington potocznie określane jest Happy Valley (Szczęśliwa Dolina). Znajduje się nad rzeką Dean i Macclesfield Canal. 
Linia kolejowa łącząca miasto z Marple i Macclesfield funkcjonowała w latach 1869–1970, po czym zdecydowano się ją zamknąć, ponieważ przynosiła straty. Trasę linii kolejowej przebudowano na ścieżkę turystyczną Middlewood Way, otwartą w 1985.
Od 1964, co pięć lub sześć lat, w mieście odbywa się trwający 2,5 tygodnia festiwal Bollington Festival. Wśród atrakcji jest teatr, opera, wystawy sztuki, koncerty, pokazy historyczne, naukowe oraz konkursy.

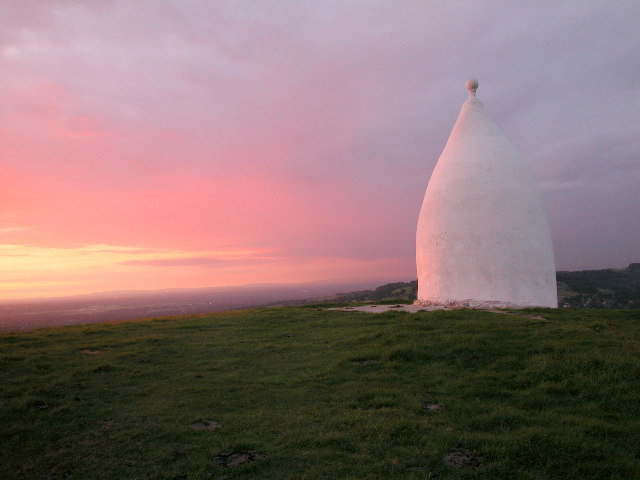
White Nancy w 2002

Najbardziej znane fabryki miasta to Adelphi Mill, zabytek stopnia II, widoczna ze szlaku Middlewood Way, oraz Clarence Mill, obie leżące nad Macclesfield Canal. Adelphi Mill został wybudowany w 1856 dla dwóch synów założyciela, Martina Swindellsa, stąd nazwa Adelphi, po grecku oznaczająca braci. Początkowo służący jako fabryka bawełny budynek, został w 1960 przejęty przez firmę Britax produkującą pasy i taśmy; zaś w 1980 przekształcony na biura. W Clarence Mill znajduje się muzeum Discovery Centre.
Charakterystyczna budowla w pobliżu miasta to White Nancy, okrągły biały budynek na wzgórzu Kerridge, wybudowany około roku 1817 jako letni dom rodziny Gaskell, mieszkającej w Bollington w Ingersley Hall. Wewnątrz, wzdłuż ściany znajduje się ława, a pośrodku okrągły kamienny stół. Budowla z piaskowca jest wysoka na 18 stóp i jest zabytkiem stopnia II.
Najbardziej znanym mieszkańcem miasta był urodzony tu laureat Nagrody Nobla w 1935, Sir James Chadwick, który udowodnił istnienie neutronu.